# Colt Model 1903 Pocket Hammerless
Colt Model 1903 Pocket Hammerless (не треба плутати з Colt Model 1903 Pocket Hammer або гвинтівкою M1903 Springfield) самозарядний пістолет під набій .32 ACP розроблений Джоном Браунінгом та випускався компанією Colt Patent Firearms Manufacturing Company з Гартфорду, штат Коннектикут. Colt Model 1908 Pocket Hammerless є варіантом який представили через п'ять років під набій .380 ACP. Не зважаючи на назву "hammerless" (безкурковий), Модель 1903 все ж таки мала курок. Курок закритий та прихований під задньою частиною затворної рами, це дозволяло носити пістолет і діставати його з кишень  швидко та не чіплятися за тканину.

## Історія
В період з 1903 по 1945 роки було випущено приблизно 570000 пістолетів Colt Pocket Hammerless п'яти різних типів. Деякі з них видавалися старшим офіцерам армії та ВПС США з Другої світової війни до 1970-х років; в1972 році його замінив пістолет виробництва RIA модель Colt M15 General Officers, компактна версія M1911A1. Муніципальна поліція Шанхая видавала пістолет M1908 своїм офіцерам в 1920-х та1930-х роках, також це була популярна модель серед поліцейських в США, наприклад, в Бостонському департаменті поліції. До того ж багато гангстерів перед Другою світовою війною надавали перевагу пістолетам Модель 1903 та Модель 1908 оскільки вони були відносно малими та їх легко було приховати. Кажуть, що Аль Капоне тримав один в кишені свого пальта, а Бонні Паркер використовував пістолет, щоб витягнути Клайд Берроу з в'язниці пронесши його до в'язниці примотаним до ноги скотчем. Грабіжник банків Джон Діллінджер носив таку модель коли його підстрелили агенти ВБР 22 липня 1934 біля кінотеатру, а інший відомий грабіжник банків Віллі Саттон, мав цей пістолет коли його схопила поліція в Брукліні 18 лютого 1952 року.
Цим пістолетом також користувався індійський революціонер на ім'я Чандрашехар Азад у 1931 році, коли він застрелився, щоб уникнути захоплення британською поліцією в парку в Об'єднаних провінціях Британської Індії.
Примітка: Також існував пістолет Colt Model 1903 Pocket Hammer під набій .38 ACP, але їхні конструкції не схожі. Конструкція пістолета FN Model 1903 схожа на конструкцію пістолета Colt Pocket Hammerless, але він довший оскільки заряджався набоями 9×20 мм SR Browning Long.

### Генеральські моделі
Генеральські моделі мали гравіровані імена старших офіцерів. Серед володарів були генерали Ейзенхауер, Бредлі, Маршалл та Паттон. Модель 1908 генерала Паттона була прикрашена трьома (пізніше чотирма) зірками на щічках для позначення рангу. Пістолети поставлялися з кобурою з високоякісної шкіри, шкіряним пістолетним поясом з золотова-металевою застібкою, мотузяним пістолетним шнуром з золотаво-металевою фурнітурою та шкіряним підсумком з двома карманами з золотаво-металевими застібками. Вони були з рудувато-коричневої або чорної шкіри (в залежності від служби та правил) і вироблялися компаніями Atchison Leather Products або Hickock. Також комплект мав шомпол та два запасних магазини. Генералам видавали Model M під набій .380 ACP, до 1950 року, коли було вичерпано запаси. На той момент вони були замінені на моделі .32 калібру до їхньої заміни в 1972 році. Пістолет Pocket Hammerless замінили на пістолет M15 розробки Рок-Айленд Арсенал під набій .45 ACP. Зараз Pocket Hammerless випускає компанія U.S. Armament за ліцензією Кольта.

## Конструкція

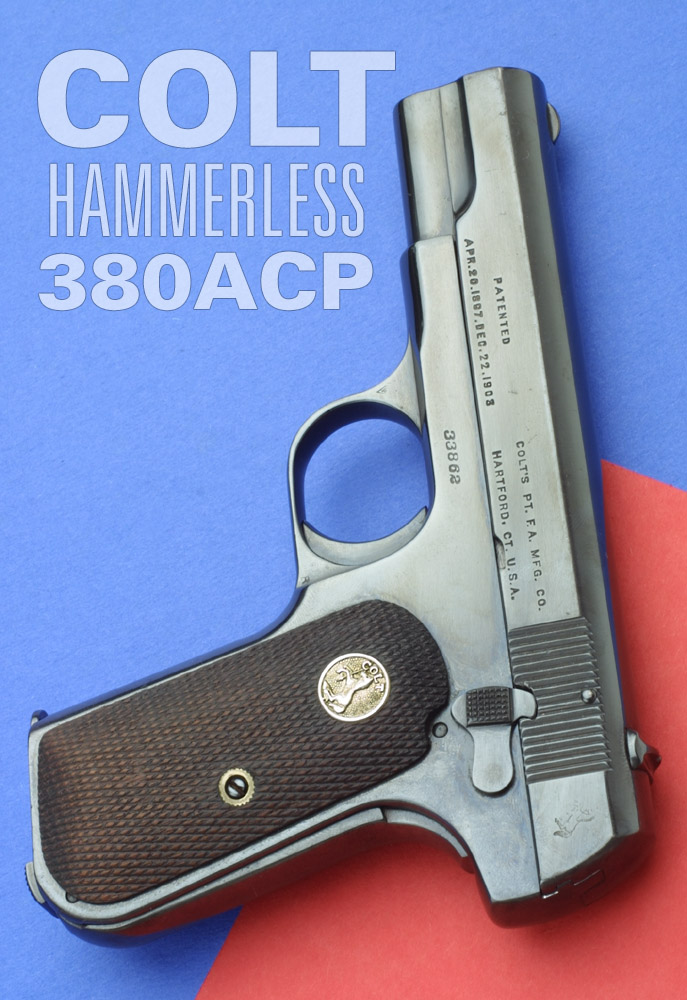
Colt Модель 1908 Pocket Hammerless .380 ACP. За серійним номером дата випуску становить 1919 рік.

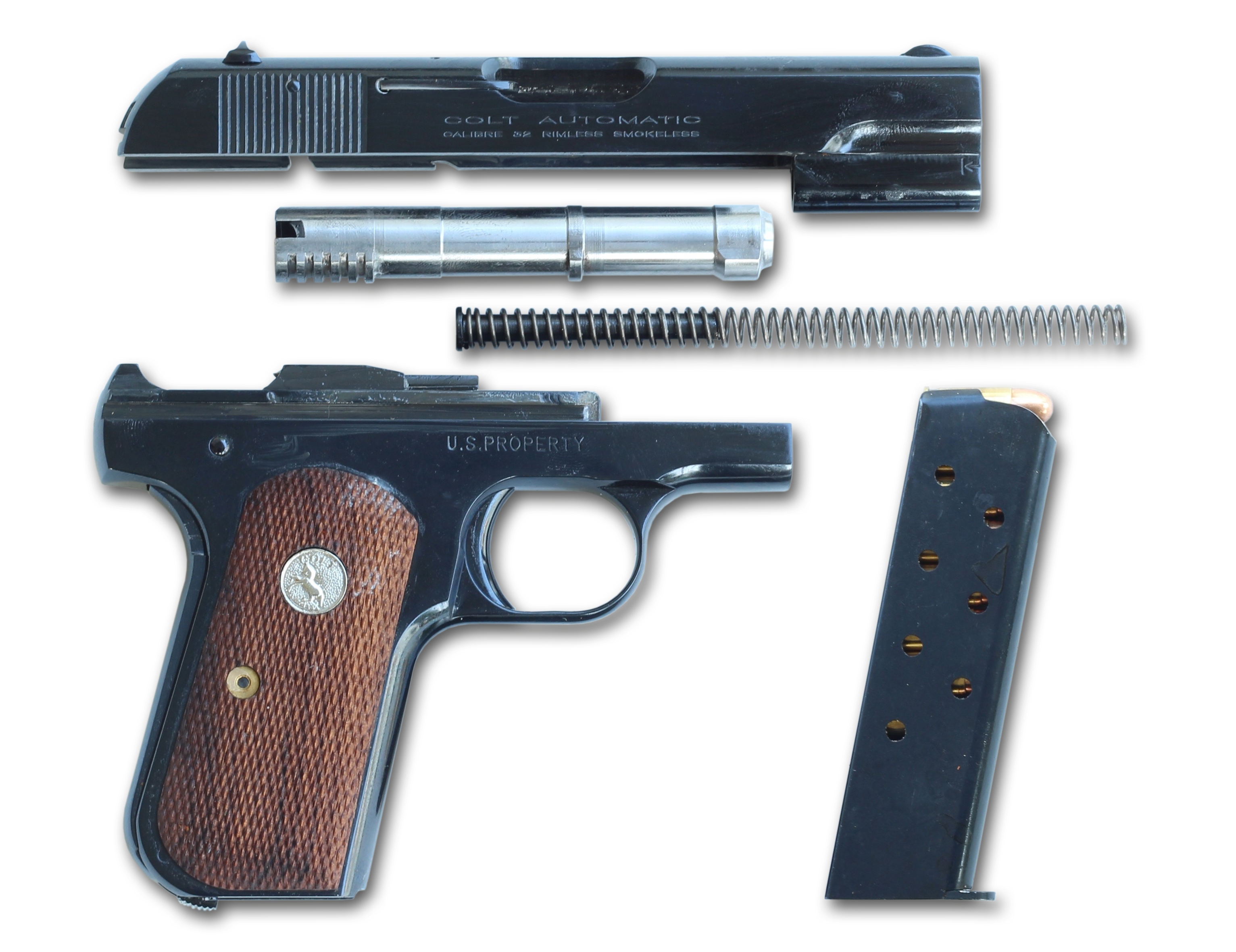
Відновлена кишенькова модель 1903. Вона мала всі основні оновлення окрім розмикача магазина яки додали в 1926 році. Розбірка для чищення нагадує Colt .25 "Vest Pocket " 1906 року, але значно простіша.

Постріл відбувається шляхом удару курка по ударнику, який вдаряє по капсулю набою центрального запалення. Ударник закритий задньою частиною затворної рами. Назва "hammerless" була просто рекламним ходом зазначаючи, що пістолет можна носити приховано. До особливостей відносяться зубчаста насічка на затворі для легкого перезаряджання затвора вручну та два запобіжника (запобіжник на руків'ї та ручний запобіжник). Запобіжник руків'я є підпружиненою деталлю, яка є частиною задньої поверхні  руків'я. Запобіжник на руків'ї, хоча і не лише він, був типовою особливістю самозарядних пістолетів Кольта. На пізніші моделі додали запобіжник магазина; ця функція не дає можливості вистрілити з пістолета коли набій в патроннику, а магазин не вставлено.
В 1908 році було представлено версію під набій .380 ACP. Пістолет отримав назву Модель 1908, він дуже схожий на пістолет Модель 1903, окрім того, що канал стволу мав інший діаметр та магазин на сім набоїв (на один менший ніж в Моделі 1903).
Щічки чорні з рубчастої твердої гуми, рубчасті горіхові або з інших матеріалів за вибором (слонова кістка, перламутр, вставний медальйон).
Приціли фіксовані, хоча цілик регулюється по горизонталі.
Металева обробка може бути вороненою або нікельованою, а деякі спеціальні замовлення могли мати гравірування, срібне- або золоте-покриття.

## Варіанти
- Тип I:    Вбудована втулка стволу, чотиридюймовий ствол, без запобіжника магазина, серійні номери від 1 до 71 999[2]
- Тип II:  окрема втулка стволу .32 калібру, 33⁄4-дюймовий ствол; 1908–1910,серійні номери від 72 000 до 105 050[2]
- Тип II: окрема втулка стволу .380 калібру, 33⁄4-дюймовий ствол; 1908–1910, серійні номери від 001 до 6250 [2]
- Тип III:  вбудована втулка стволу, 33⁄4-дюймовий ствол; 1910–1926, серійні номери від 105 051 по 468 789[2]
- Тип IV:   вбудована втулка стволу, 33⁄4-дюймовий ствол, запобіжник магазина[2]
- Тип V:    вбудована втулка стволу, 33⁄4-дюймовий ствол, військові приціли, запобіжник магазина на комерційній та "U.S. property" версіях. серійні номери від 468 097 по 554 446.[2]

Існувала версія M1903 з військовою фосфатованою обробкою, яка в остальному схожа на Модель IV, серійні номери від 554 447 по 572 214.

## Використання
Колишній японський прем'єр-міністр Тодзьо Хідекі використав пістолет Colt Модель 1903 при спробі вкоротити собі життя незадовго до арешту за військові злочини 11 вересня 1945 року. Тодзьо був засуджений і страчений 23 грудня 1948 року. Пістолет Тодзьо виставлено в Меморіалі Макартура в Норфолку, штат Вірджинія.